# Parra (cognome)
Parra (in ebraico גֶּפֶן) è un cognome spagnolo e portoghese e anche ebraico, che significa vite o traliccio, per esempio, un pergolato. È tratto dalla parola che significa traliccio e le viti che vi si ergono sopra.

## Varianti
Parra, De la Parra, Parras, La Parra.

## Origine e diffusione
Tra gli Ebrei sefarditi (ebrei della Penisola iberica), il cognome è un toponimo della cittadina di La Parra, Badajoz in Spagna, dove c'era una numerosa comunità ebraica prima della loro espulsione dalle Corone di Castiglia e Aragona con il Decreto dell'Alhambra del 1492. Molti discendenti ebrei con il cognome, alcuni dei quali converso, andarono in esilio in Portogallo e nei Paesi Bassi, soprattutto ad Amsterdam. In Spagna si sono avute numerose conversioni, motivo per cui il cognome figura nelle liste della Chiesa cattolica, della Santa Sede e dell'Inquisizione espagnola. Si ritiene che l'origine del cognome stia nella simbologia della vite e della vite, che per il popolo ebraico significa il popolo d'Israele che cresce e si riproduce. Così i campi di vite venivano chiamati "campi di rose" perché Israele era la "rosa mistica".
All'inizio del XIX secolo nella città di Buda, in Ungheria, più di mezzo migliaio di ebrei sefarditi figuravano con il cognome Parra.

## Persone
- Luis Parra, politico venezuelano
- Nicanor Parra Sandoval, poeta cileno
- Violeta Parra, cantautrice, poetessa e pittrice cilena